# Оселедцеподібні
Оселедцеподібні (Clupeiformes) — ряд риб класу променеперих (Actinopterygii), що містить багато промислових видів. Єдиний ряд у надряді Оселедцевих (Clupeomorpha).

## Опис
Тіло сплюснуте з боків, вкрите циклоїдною лускою. Бічної лінії немає або вона дуже коротка. Голова не вкрита лускою. Промені плавців м'які, хвостовий плавець гомоцеркальний. Плавальний міхур з'єднаний із стравоходом і має відростки. Більшість цих риб пелагічні, живляться планктоном, утворюють великі косяки.
В основному в цьому ряді невеликі риби (до 35-40 см), але є й винятки, наприклад оселедець-дораб, або зубастий оселедець (Chirocentrus dorab), завдовжки до 3,6 метра.

## Особливості біології
Більше половини оселедцеподібних (близько 221 видів) — мешканці морів. Прісноводних набагато менше — 31 вид.
40 видів цих риб більшу частину життя проводять в морі, а для нересту підіймаються в річки. Деякі проходять при цьому великі відстані. Наприклад, оселедець-чорноспинка (Caspiolosa kessleri) до зведення каскаду гребель на Волзі підіймалися по річці на 2-3 тис. км, рухаючись зі швидкістю до 70 км/добу.
Переважна більшість оселедцеподібних живуть зграями. Інколи вони утворюють гігантські в сотні тисяч і навіть мільйони особин. Риби в зграях демонструють дивну узгодженість в поведінці. Основу живлення оселедцеподібних складають дрібні безхребетні тварини. Виняток становлять хижі дораби, в яких щелепа озброєна великими гострими зубами; за це дорабів називають «вовчими оселедцями».

## Практичне значення
Оселедцеподібні є найважливішим об'єктом рибальства. У них відмінний смак, і ловити їх вигідно, оскільки зграї величезні. Лов оселедця — один із старих морських промислів в Європі — зіграв значну роль в історії багатьох держав. На торгівлі оселедцем трималася могутність Ганзейського союзу, заснованого вольними містами Гамбургом, Бременом, Любеком. В 15 столітті голландці освоїли мистецтво бочкового засолу оселедця і це кінець кінцем підірвало економічне процвітання Ганзи, а Голландії дало можливість побудувати риболовецький і торговельний флот і перетворитися на могутню морську державу.
Сьогодні на оселедцеподібних припадає близько 1/3 всього світового видобутку риби. Рекордсменами є анчоуси (Engraulis) — в світовій статистиці рибальства вони міцно утримують перше місце. До цього роду відноситься, зокрема, анчоус європейський (Engraulis encrasicolus), підвидами якого є азовська і чорноморська хамса. Інший вигляд — анчоус перуанський (Engraulis ringens) — взагалі найчисленніша риба на Землі. Він живе уздовж узбережжя Перу і Північного Чилі.
Риби мають велике економічне значення як цінний продукт харчування. Крім того, вони є джерелом риб'ячого жиру, багатого на ретинол (віт. А) та кальцифероли (віт. Д), рибного клею, шкіри, рибного борошна, яке використовують на корм худобі, та інших продуктів.
Як уже зазначалося, риби є проміжними хазяїнами деяких гельмінтів, що паразитують в організмі людини і тварин (котячий сисун і стьожак широкий).
У нашій країні успішно розвивається рибництво. Цінні породи риб розводять у тих водоймах, де вони раніше не зустрічалися. З цією метою будують великі рибоводні заводи, на яких розводять різних промислових риб (осетрових, сига, білорибицю тощо). Ікру на цих заводах запліднюють штучно. Розвиток ікри відбувається в спеціальних апаратах. Мальків деякий час витримують у них, а потім, вже достатньо зміцнілих, випускають у природні водойма.
Вплив діяльності людини на чисельність риби.
Наведені вище дані свідчать, що діяльність людини(штучне розведення риби, вирощування її в ставкових господарствах тощо) сприяє збільшенню чисельності риби. Проте нераціональний перевилов риби без урахування її відтворення(в тому числі і на шляху до місця нересту), будівництво гідротехнічних споруд без спеціальних пристосувань для переміщення риби в місця нересту, забруднення водойм стічними водами та отруйними хімічними речовинами призводять до значного зменшення чисельності риби.
Нераціональне рибництво може спричинити масове знищення риби. Прикладом може бути виснаження рибного промислу в Азовському морі перед другою світовою війною. Нераціональним є вилов дрібної риби, оскільки, з одного боку, така риба могла б з часом дати більшу масу, а з іншого — риба знищується ще до виконання функцій розмноження. Шкідливо також впливають знаряддя лову, бо вони завдають шкоди не спійманій рибі. Тому в усіх країнах світу існує законодавство щодо охорони рибних багатств, яке регламентує час і місце лову, знаряддя лову тощо. Застосування знарядь лову, що псують рибу і спричинюють її загибель, забороняється. На інші знаряддя встановлено певні обмеження(розмір гачків, чарунок у сітках тощо). Дуже важливим є дотримання дозволених термінів лову, встановлення мінімальних розмірів виловлюваної риби і заповідних просторів. Рибництво, крім того, має бути представлене на наукову основу (облік, знання рибних запасів тощо).

## Систематика

### Класифікація
- Підряд Denticipitoidei
  - Родина Denticipitidae
- Підряд Clupeoidei
  - Родина Анчоусові (Engraulidae)
  - Родина Spratelloididae
  - Родина Pristigasteridae
  - Родина Dussumieriidae
  - Родина Дорабові (Chirocentridae)
  - Родина Оселедцеві (Clupeidae)

### Представники
Сардина далекосхідна, або івасі (Sardinops sagax melanosticta), морська риба, поширена у водах далекого Сходу.
У басейнах Чорного та Азовського морів поширені оселедець чорноморський (Alosa kessleri pontica), оселедець керченський (азовський — A. caspia tanaica), шпрот чорноморський (Sprattus sprattus phalericus), хамса (Engraulis encrasicholus ponticus).